# Liocarcinus marmoreus
Liocarcinus marmoreus – gatunek kraba z rodziny Polybiidae występujący w strefie Północnego Atlantyku i Morza Północnego. Preferuje piaskowe i żwirowe podłoża płytkich stref przybrzeżnych – do głębokości 84 m. Rozprzestrzeniony od Azorów i Morza Alborańskiego na północ aż do Szetlandów. Długość pancerza do 35 mm. Charakterystyczna dla tego gatunku jest obecność trzech zębów o takim samym kształcie na brzegu pancerza, pomiędzy oczami oraz marmurkowate ubarwienie. Pasożytami kraba Liocarcinus marmoreus są czasami pąkle z rodzaju Sacculina.